# Mancia nana
Mancia nana är en tvåvingeart som beskrevs av Daniel William Coquillett 1886. Mancia nana ingår i släktet Mancia och familjen svävflugor.
Artens utbredningsområde är Kalifornien. Inga underarter finns listade i Catalogue of Life.